# Harbach (Oberhessen)
Harbach is een plaats in de Duitse gemeente Grünberg, deelstaat Hessen, en telt 738 inwoners (2007).